# Karl Feih
Karl Feih (* 6. April 1890 in Dortmund; † 30. Juli 1956 in Oberhausen) war ein deutscher Kaufmann und Politiker (Zentrum, CDU).

## Leben
Nach dem Besuch der Volksschule und einer Fachschule war Feih ab 1917 bei den Christlichen Gewerkschaften angestellt, von 1921 bis 1924 als Mitglied der Außenstelle für Metall in Berlin. Er war von 1908 bis 1933 Mitglied der Zentrumspartei, gehörte ab 1920 der Dortmunder Stadtverordnetenversammlung an und war später Stadtverordneter in Oberhausen. 1933 wurde er als Gewerkschaftsbeamter entlassen. Ab 1934 arbeitete er als Kaufmann in der Tabakwarenbranche. Nach dem Zweiten Weltkrieg war er Vorsitzender des Kreisverbandes Oberhausen im Einzelhandelsverband.
Feih war ab 1945 wieder Mitglied der Zentrumspartei und bis 1949 Ratsherr in Oberhausen. Im Februar 1946 wurde er aufgrund der neuen Gemeindeordnung zum ersten ehrenamtlichen Oberbürgermeister von Oberhausen ernannt. Nach der ersten Wahl des Stadtrates nach dem Zweiten Weltkrieg wurde er am 5. November 1946 durch Luise Albertz (SPD) abgelöst.
Er gehörte 1946/1947 den beiden ernannten Landtagen in Nordrhein-Westfalen an. Anschließend war er von 1947 bis 1950 gewählter Landtagsabgeordneter. Am 4. März 1949 trat er zur CDU über.